# Cynanchum abyssinicum
Cynanchum abyssinicum är en oleanderväxtart som beskrevs av Joseph Decaisne. Cynanchum abyssinicum ingår i släktet Cynanchum och familjen oleanderväxter. Inga underarter finns listade i Catalogue of Life.